# Oberonia menglaensis
Oberonia menglaensis là một loài thực vật có hoa trong họ Lan. Loài này được S.C.Chen & Z.H.Tsi mô tả khoa học đầu tiên năm 1982.